# دنیس فردریکسن
دنیس فردریکسن (انگلیسی: Dennis Frederiksen؛ ۱۵ مهٔ ۱۹۵۱ – ۱۸ ژانویهٔ ۲۰۱۴) یک موسیقی‌دان اهل ایالات متحده آمریکا بود.